# Baía do Pontal
A baía do Pontal é uma reentrância brasileira localizada no município de Ilhéus, Bahia. É a confluência entre os rios Itacanoeira (também conhecido como Fundão), Cachoeira e Santana ao lado do oceano Atlântico.
Ao norte da baía está a avenida Dois de Julho, localizada no centro de Ilhéus, ao sul está a avenida Lomanto Júnior, localizada no bairro Pontal, a oeste estão a Ilha do Frade e a foz dos três rios, e a leste estão o morro de Pernambuco e o oceano Atlântico.
Na época do ciclo do cacau, era área portuária para escoamento da produção cacaueira.
Uma ponte ligando o centro e a zona sul da cidade denominada Lomanto Júnior (ou Ponte do Pontal), foi construída em 1966. Outra ponte anunciada pelo governo estadual denominada Ilhéus–Pontal cuja ordem de serviço foi assinada em 27 de junho de 2013, está com suas obras em andamento desde novembro de 2014.